# Krystyna Kowalik-Bańczyk

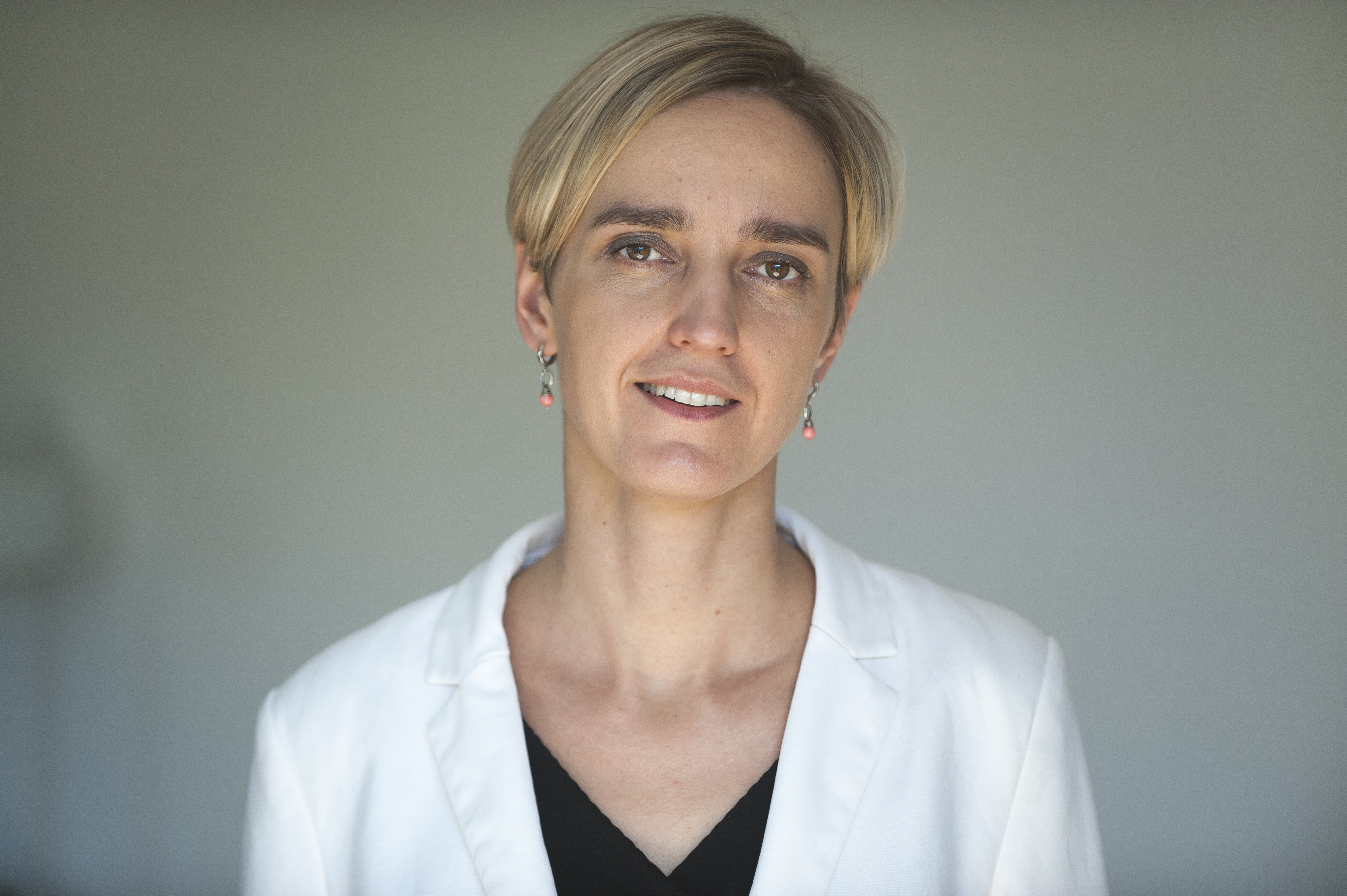
Kowalik-Bańczyk (2016)

Krystyna Kowalik-Bańczyk (* 30. Juli 1976 in Danzig) ist eine polnische Rechtswissenschaftlerin und Hochschullehrerin. Sie ist Richterin am Gericht der Europäischen Union.

## Leben und Wirken
Kowalik-Bańczyk studierte Rechtswissenschaften an der Universität Danzig, wo sie 1999 ihren Abschluss machte. Im folgenden Jahr erwarb sie zudem ein Diplôme d’études approfondies an der Universität für Sozialwissenschaften Toulouse. 2002 erwarb sie außerdem am Collège d’Europe in Brügge den Titel Master of Laws im europäischen Recht. An der Polnischen Akademie der Wissenschaften wurde sie 2004 zur Dr. iur. promoviert.
Bereits 2002 hatte Kowalik-Bańczyk am Europazentrum der Universität Warschau und an der Wyższa Szkoła Prawa i Administracji (Universität für Recht und Verwaltung) in Warschau eine Tätigkeit als Dozentin aufgenommen. Von 2006 bis 2014 widmete sie sich neben ihrer Lehrtätigkeit der Forschung, zunächst als Dozentin und ab 2014 als beigeordnete Professorin am Institut für Rechtswissenschaftliche Studien der Polnischen Akademie der Wissenschaften. Von 2010 bis 2016 unterrichtete sie auch als Lehrbeauftragte für internationales Recht und das Recht der Europäischen Union an der Technischen Universität Danzig und als Gastprofessorin an den Universitäten Panthéon-Assas Paris, Sophia-Antipolis Nizza und Luxemburg. Sie ist Verfasserin zahlreicher Veröffentlichungen zum Europarecht und Mitherausgeberin von mehreren juristischen internationalen und polnischen Fachzeitschriften.
Am 19. September 2016 wurde Kowalik-Bańczyk zur Richterin am Gericht der Europäischen Union ernannt. Seit dem 19. September 2022 ist sie Kammerpräsidentin der Siebten Kammer.